# Роберт Бенедикт
Роберт Патрік Бенедикт (англ. Robert Patrick Benedict), (нар. 21 вересня 1970) — американський актор театру, кіно і телебачення. Вокаліст гурту Лоуден Свен. Найбільш відомий як виконавець ролей у телевізійних серіалах Надприродне (Supernatural), Threshold, Felicity і комедійному фільмі Waiting.

## Біографія
Бенедикт народився в Колумбії, штат Міссурі. Закінчив Північно-західний Університет і здобув ступінь бакалавра в галузі досліджень ефективності. Наразі Бенедикт є виконавцем пісень і одночасно гітаристом гурту Лоуден Свен (Louden Swain) в Лос-Анджелесі. Група у 2017 році закінчила роботу над своїм 7-м альбомом «Немає часу як теперішній» (No Time Like The Present). Його сестра Емі Бенедикт (Amy Benedict) також акторка.

## Приватне життя
Мешкає в Лос-Анджелесі зі своєю дружиною Моллі Бенедикт (Mollie Benedict), разом вони виховують сина і доньку.